# Ziehfett (Schmiermittel)
| Kaliumsalz einer Fettsäure (Beispiel)           |
| Kaliumstearat, das Kaliumsalz der Stearinsäure. |

Ziehfett ist ein Schmiermittel, das bei der Herstellung von Draht durch Ziehen verwendet wird. Da es sich tatsächlich um Natrium- oder Kalium-Salze verschiedener Fettsäuren, chemisch also um Seifen handelt, ist auch die Bezeichnung „Ziehseife“ im Gebrauch.
Man unterscheidet zwischen reaktivem und nichtreaktivem Ziehfett:
- Nichtreaktive Ziehfette sind Natrium- oder Kalium-Salze von Talg-, Soja- und Kokosfettsäuren.
- Reaktive Ziehfette sind Natrium- oder Kalium-Salze der Stearinsäure; sie reagieren in heißer, wässriger Lösung mit Zinkphosphat-Schichten auf dem Draht zu Zinkstearat, das eine festhaftende Schicht bildet.